# Landesbeauftragter für den Datenschutz Sachsen-Anhalt
Koordinaten: 52° 7′ 32,8″ N, 11° 37′ 43,9″ O
Der Landesbeauftragte für den Datenschutz Sachsen-Anhalt ist eine unabhängige Behörde des Landes Sachsen-Anhalt mit Sitz in Magdeburg. Sie hat die Aufgabe, die Einhaltung der Datenschutzvorschriften bei den öffentlichen Stellen des Landes und – seit dem 1. Oktober 2011 als Aufsichtsbehörde – auch bei den in Sachsen-Anhalt ansässigen nicht-öffentlichen Stellen zu kontrollieren. Rechtsgrundlage für diese Tätigkeit sind die Datenschutz-Grundverordnung und das Datenschutz-Grundverordnungs-Ausfüllungsgesetz Sachsen-Anhalt (DSAG LSA).
Außerdem nimmt der Landesbeauftragte für den Datenschutz Sachsen-Anhalt seit dem 1. Oktober 2008 auch die Aufgaben des Landesbeauftragten für die Informationsfreiheit wahr.
Als Landesbeauftragter für den Datenschutz (LfD) wird zugleich die Person bezeichnet, die das Amt des Landesdatenschutzbeauftragten ausübt. Sie wird für eine Amtszeit von fünf Jahren gewählt.
Von Januar 2021 bis April 2024 war die Stelle nicht besetzt, da sich der Landtag von Sachsen-Anhalt seit 2018 mehrmals nicht auf einen mehrheitsfähigen Kandidaten einigen konnte. Der frühere Amtsinhaber Harald von Bose gab bereits 2018 bekannt, dass er nicht erneut für den Posten antreten wird. Seither wurden diverse Vorschläge für das Amt stets vom Landtag abgelehnt, da nie eine Mehrheit gefunden wurde. Die Regierungskoalition in Sachsen-Anhalt stand wegen der Wahl des Datenschutzbeauftragten kurz vor einer Regierungskrise, da Kandidaten der eigenen Koalition wiederholt abgelehnt wurden. Zudem war umstritten, ob das Besetzungsverfahren der Position nach einer Änderung des Landesdatenschutzgesetzes europarechtskonform ist.
Im April 2024 wurde nach rund sechs Jahren Maria Christina Rost auf Antrag von CDU, SPD und FDP mit einer Mehrheit zur neuen Datenschutzbeauftragten gewählt.

## Organisation
Die Behörde ist in sechs Referate unterteilt.
- Referat 1 – Organisation, Personal, Haushalt
  - Organisation, Haushalt, Beauftragter für den Haushalt
  - Personal, Datenschutzkonferenz, Informationsfreiheitskonferenz, Tätigkeitsberichte
- Referat 2 – Soziales, Gesundheit, Bildung, Informationsfreiheit
  - Schulen und sonstige Bildungseinrichtungen, Hochschulen, Beschäftigtendatenschutz, Archivwesen, Kammerrecht
  - Soziales, Gesundheit, Wissenschaft und Forschung, Verwaltungsverfahrensrecht
  - Informationsfreiheit, Open Government, Presserecht
- Referat 3 – Informations- und Kommunikationstechnologie, E-Government
  - Grundsatzfragen der Informations- und Kommunikationstechnologie, E-Government, Onlinezugangsrecht
  - Medien- und Telekommunikationsrecht, Statistik, Geoinformation, Vermessungswesen, Gewerberecht
  - Elektronischer Rechtsverkehr, Zertifizierung
  - IuK der Dienststelle
  - Technische Beratung der Referate 2 bis 6
- Referat 4 – Wirtschaft
  - Grundsatzfragen des Datenschutzrechtes im nichtöffentlichen Bereich
  - Beratung und Kontrolle verantwortlicher Stellen (Kreditwesen, Auskunfteien, Inkasso, Freie Berufe, Handel, Industrie, Vereine, Parteien, Versicherungen, Bildungsträger, Wohnungswirtschaft, Ver- und Entsorger, Verbraucherdatenschutz, Verkehrsunternehmen, Adresshandel, Markt- und Meinungsforschung, Werbung, Auftragsverarbeitung, Handwerk, Gastronomie)
  - Videoüberwachung
- Referat 5 – Justiziariat, Europa, Internationaler Datenverkehr
  - Grundsatzfragen des Datenschutzrechts im öffentlichen Bereich, Verkehrsrecht, Justiziariat
  - Europa, Internationaler Datenverkehr
  - Ordnungswidrigkeiten
- Referat 6 – Parlament, Landesrechnungshof, Inneres, Justiz
  - Grundsatzfragen des Datenschutzrechtes im parlamentarischen Bereich
  - Polizei, Verfassungsschutz, Gefahrenabwehr, Justiz
  - Parlament, Landtagsverwaltung, Landesrechnungshof, Kommunales, Finanzen, Melde-, Pass- und Ausweiswesen

## Rechtsgrundlagen
Die Einrichtung des Landesbeauftragten ist in Art. 63 der Verfassung des Landes Sachsen-Anhalt verfassungsrechtlich abgesichert. Er wird vom Landtag für fünf Jahre gewählt. Nachdem im Mai 2018 der Kandidat der Landesregierung in drei Wahlgängen keine Mehrheit gefunden hatte, wurde eine Verfassungsänderung beschlossen, um das Quorum zu senken. Seit dem 27. März 2020 genügt für die Wahl des Landesbeauftragten die Mehrheit der Mitglieder des Landtages.
Weitere Rechtsgrundlagen sind die Datenschutz-Grundverordnung und das Datenschutz-Grundverordnungs-Ausfüllungsgesetz Sachsen-Anhalt (DSAG LSA).
Nach dem Informationszugangsgesetz Sachsen-Anhalt (IZG LSA) wird der Landesbeauftragte für den Datenschutz Sachsen-Anhalt auch zum Landesbeauftragten für die Informationsfreiheit bestimmt.